# ロクジノロック 〜SIX O'CLOCK ROCK〜
ロック教養目覚まし番組 ロクジノロック〜SIX O'CLOCK（ -きょうよう めざ- ばんぐみ- シックス オクロック）は、静岡エフエム放送（K-mix）が毎週日曜日6時00分 - 7時00分に放送されていたラジオ番組（音楽番組）である。

## 概要
- 主に1970 - 80年代に活躍した洋楽のアーティストを特集・解説する。
- 最近では[いつ?]ロックに限らず、ポップスやジャズなどの洋楽一般を扱う。
- 原則として、解説するアーティストはアルファベット順[1]（ZIP-FMの「MUSIC GALLERY A to Z」と同様）。
- 冒頭に、J-POPアーティスト等によるタイトルコールがある。
- 番組中盤に、日本史（主に戦国時代）を解説するコーナー「ロックな日本史」を挟む。
- 90分番組の頃はほぼ毎週、リクエストコーナーを設けた。

## パーソナリティ
- 鈴木秀明[2] - K-mixアナウンサー

## 変遷
ROCK28
- 2005年4月 - 前身番組「ROCK28」（ロック・トゥエンティ・エイト）が開始。毎週金曜深夜28時（土曜日早朝4時）・60分番組。
- 2006年1月 - 「2時間新春スペシャル」として深夜27時から放送[3]。

ロクジノロック
- 2006年4月 - 改題し、新番組として放送開始（放送時間を毎週日曜日朝6時に変更[4]、枠を90分に拡大）。
- 2006年10月8日 - 「太田胃散 presents 優香のI Feel You」（TOKYO FM制作）のネット開始に伴い、放送枠が60分に短縮。
- 2007年1月1日 - 特別番組「賀正! NIPPONの正月、ROCKの正月」として、朝7:30 - 13:00まで放送[5]。
- 2010年4月 - 再放送を開始。毎週火曜深夜28時（水曜日早朝4時）より。
- 2012年10月7日 - 「いのちの森〜voice of forest〜」（TOKYO FM制作）のネット開始に伴い、放送枠が35分に短縮。
- 2013年1月6日 - 「いのちの森〜voice of forest〜」の時間枠移動により、放送枠が60分に戻る。

## 特集
2006年
- スティーリー・ダン／ドナルド・フェイゲン（4/2）、TOTO（4/9）、トッド・ラングレン／ユートピア（4/16）、ベトナム戦争とロック（4/23）、ジミー・ウェッブ（en:Jimmy Webb）（4/30、フィフス・ディメンションなどを手がけた作曲家）
- シカゴ、ジェームス・テイラーなどの10枚目のアルバム（5/6）、イエス（5/14）、ワン・ヒット・ワンダー特集（5/21）、アメリカ（5/27）
- ビートルズ来日40周年記念特集（6月中）
- バート・バカラック（7/2）、エリック・クラプトン（ヤードバーズ、デレク&ザ・ドミノス、クリーム）（7/9・7/23）、ザ・ベンチャーズ（7/16）、ザ・ビーチボーイズ（7/30）
- トム・ダウド（8/5、米国のプロデューサー）、エマーソン・レイク・アンド・パーマー（8/13）、女性アーティスト特集（8/20）、J・ガイルズ・バンド（8/27）
- ロクジノロック的アサブラ〜ブラスロック特集（9/3）、インスト曲特集（9/10）、ビリー・ジョエル（9/17）、キング・クリムゾン（9/24）
- ケニー・ロギンス（10/1）、月をテーマにした曲特集（ムーン・ライト・セレナーデ、ムーン・リバーなど、10/8）、ママス&パパス（10/15）、ローラ・ニーロ（10/22）、オージェイズ（10/29）
- プライマル・スクリーム（11/5）、ラトルズ（11/12）、ボズ・スキャッグス（11/19）、スティーヴ・ウィンウッド（スペンサー・デイヴィス・グループ、トラフィック）（11/26）
- アメリカ合衆国をテーマにした曲特集（12/2）、リチャード・ブランソン（ヴァージン・レコード創設者）（12/10）、フィル・スペクター（12/17）、クリスマスソング特集（12/24）、2006年総集編（来日したアーティストや死去したアーティストなど）（12/31）

2007年
- 動物をテーマにした曲特集（1/7）、アップル・レコード特集（1/14）、ジェームス・ブラウン（1/21）、ザ・クラッシュ（1/28）
- ダイアー・ストレイツ（2/4）、「LOVE」をテーマにした曲特集（2/11）、エレクトラ・レコード特集（2/18）、ダン・フォーゲルバーグ（2/25）
- ジェネシス（3/4）、ホリーズ（3/10）、ロクジノロック的アイドル特集（3/17）、レコードジャケット特集（2/25）
- ジーン・シモンズ（KISS）（4/1）、レーナード・スキナード（4/8）、トニー・マコウレイ（en:Tony Macaulay）（4/15）、人の名前がタイトルになっている楽曲特集（4/22）、ロックで巡る世界の旅・北米編（4/29）
- ロックで巡る世界の旅・ヨーロッパ編（5/6）、プリンス（5/13）、ラズベリーズ（en:The Raspberries）／エリック・カルメン（5/20）、ロッド・スチュワート（5/27）
- サージェント・ペパーズ・ロンリー・ハーツ・クラブ・バンド発売40周年記念特集（6/3、6/10）、トーキング・ヘッズ（6/17）、ブライアン・ウィルソン（6/24）
- アトランティック・レコード特集（7/1）、ボストン（7/8）、チープ・トリック（7/15）、デュラン・デュラン（7/22）、ユーリズミックス（7/28）
- アビイ・ロード特集（8/5）、サマーソング特集（8/11）、エア・サプライ（8/19）、アレサ・フランクリン（8/26）
- グランド・ファンク・レイルロード（9/2）、トレヴァー・ホーン（9/9）、フラワームーブメント特集（9/16）、ザ・ジャム（9/23）
- ライブ・アルバム特集（10/7）、ヴァン・モリソン（10/14）、エルヴィス・プレスリー（10/28）
- デュエット特集（11/4）、リンダ・ロンシュタット（11/11）、スティクス（11/17）、10cc（11/25）
- ワム!（12/2）、ジョン・レノン（12/9）、デイヴィッド・ボウイ（12/16）、A&Mレコード（12/23）、カート・ベッチャー（en:Curt Boettcher）（12/30）

2008年
- カーペンターズ（1/6）、ダンヒル・レコード（1/13）、アース・ウィンド・アンド・ファイアー（1/20）、デイヴィッド・フォスター（1/27）
- ブレッド（2/3）、スティーヴィー・ワンダー（2/17）、ジャニス・ジョプリン（2/24）
- ダニー・コーチマー（3/2）、ヒューイ・ルイス&ザ・ニュース（3/9）、モータウン・レコード特集（3/16、3/23）、クイーン（3/30）
- マイケル・ジャクソン（4/6）

2013年
- キャス・エリオット（3月31日）
- イエス「こわれもの」（4月7日）